# Timarcha trapezicollis
Timarcha trapezicollis es una especie de insecto coleóptero de la familia Chrysomelidae.
Fue descrita científicamente en 1873 por Fairmaire.